# Iathrippa sarsi
Iathrippa sarsi är en kräftdjursart som först beskrevs av Pfeffer 1887.  Iathrippa sarsi ingår i släktet Iathrippa och familjen Janiridae. Inga underarter finns listade i Catalogue of Life.